# Syahadat Masnawi
Syahadat Masnawi  (* 7. November 2001 in Singapur), mit vollständigen Namen Muhammad Syahadat bin Masnawi, ist ein singapurischer Fußballspieler.

## Karriere

### Verein
Syahadat Masnawi stand bis Ende 2019 bei den Young Lions unter Vertrag. Die Young Lions sind eine U23-Mannschaft, die 2002 gegründet wurde. In der Elf spielen U23-Nationalspieler und auch Perspektivspieler. Ihnen soll die Möglichkeit gegeben werden Spielpraxis in der ersten Liga, der Singapore Premier League, zu sammeln. Für den Klub stand er zweimal auf dem Spielfeld. 2020 wechselte er zum Ligakonkurrenten Tanjong Pagar United. Am 1. Oktober 2020 trat er seinen Militärdienst bei der Singapore Army an. Nach Beendigung des Wehrdienstes schloss er sich am 1. Juni 2022 dem unterklassigen Verein Sporting Westlake FC. Zu Beginn der Saison 2023 unterschrieb er einen Vertrag bei seinem ehemaligen Verein, dem Erstligisten Young Lions.

### Nationalmannschaft
Seit 2023 spielt Noor für die singapurische U22- und U23.